# Kathleen Van Hove
Kathleen Van Hove (23 januari 1973) is een Belgische voormalige atlete, die gespecialiseerd was in de sprint. Zij veroverde vier Belgische titels.

## Biografie
Van Hove veroverde in 1992 een eerste Belgische indoortitel op de 200 m. Het jaar nadien werd ze kampioene op zowel de 60 m als de 200 m. Op dat laatste nummer verbeterde ze het Belgische indoorrecord van Ingrid Verbruggen met een honderdste tot 23,86 s. Ook outdoor veroverde ze dat jaar de titel op de 200 m.
Van Hove was aangesloten bij AC Willebroek-Boom (WIBO).

## Belgische kampioenschappen
Outdoor
| Onderdeel | Jaar |
| --------- | ---- |
| 200 m     | 1993 |

Indoor
| Onderdeel | Jaar       |
| --------- | ---------- |
| 60 m      | 1993       |
| 200 m     | 1992, 1993 |

## Persoonlijke records
| Onderdeel      | Prestatie       | Datum           | Plaats  |
| -------------- | --------------- | --------------- | ------- |
| 200 m          | 23,55 s         | 25 juli 1993    | Brussel |
| 200 m (indoor) | 23,86 s (ex-NR) | 7 februari 1993 | Gent    |

## Palmares

### 60 m
- 1992:  BK indoor AC – 7,67 s
- 1993:  BK indoor AC – 7,48 s
- 1994:  BK indoor AC – 7,67 s

### 100 m
- 1992:  BK AC – 11,85 s

### 200 m
- 1992:  BK indoor AC – 24,45 s
- 1992:  BK AC – 24,05 s
- 1993:  BK indoor AC – 23,86 s (NR)
- 1993:  BK AC – 23,55 s
- 1994:  BK indoor AC – 24,31 s
- 1992:  BK AC – 24,62 s

## Onderscheidingen
- 1993: Gouden Spike voor beste belofte.